# Trachylepis maculata
Trachylepis maculata (плямиста мабуя) — вид сцинкоподібних ящірок родини сцинкових (Scincidae). Мешкає в Гаяні.

## Поширення і екологія
Плямисті мабуї відомі за типовим зразком, зібраним у гвіанському регіоні Демерара. Оскільки більшсть представників роду Trachylepis поширені в Африці, а сам вид не спостерігався протягом 170 років, він вважається сумнівним.